# Superfast Ferries

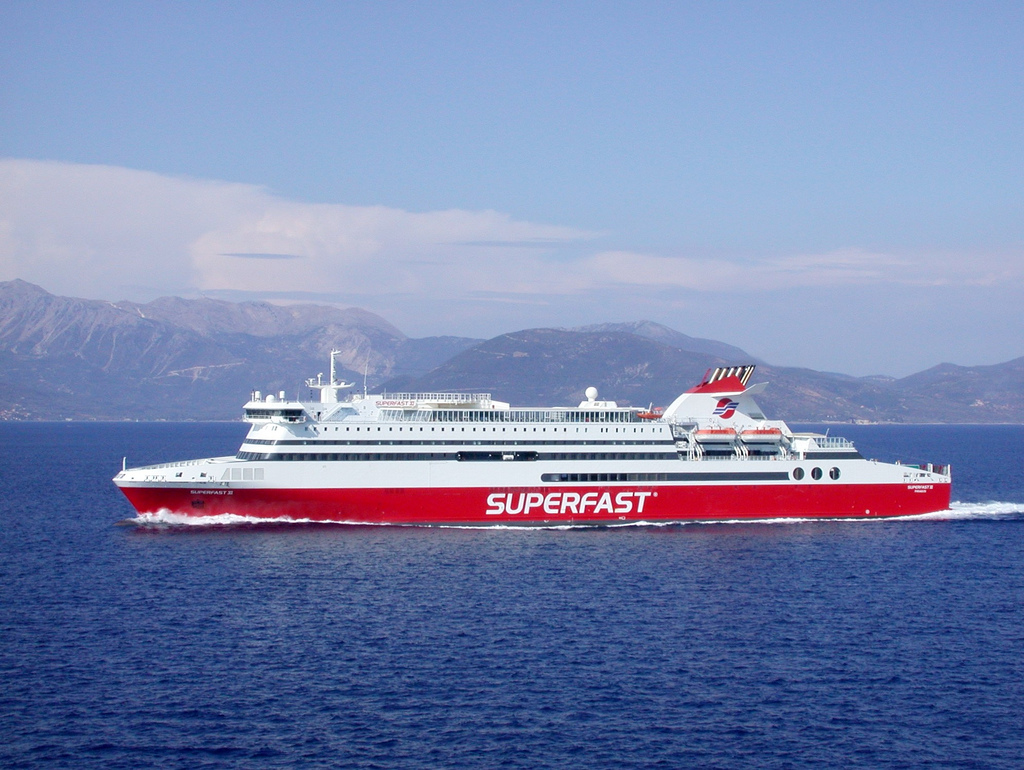
Superfast Ferries

Superfast Ferries — греческая компания, осуществляющая паромные перевозки, основана в 1993 году. Основателями компании являются Pericles Panagopulos и Alexander Panagopulos. Совместно с Blue Star Ferries входят в состав Attica Group.

## История
Концепция супербыстроходных паромов (англ. Superfast Ferries) по свершению революции с помощью быстрых, современных паромов RoPax на связывающих Грецию с Италией линиях была разработана греческим предпринимателем Периклом Панагопулосом (Perikles Panagopulos) и его сыном Александром. В 1995 г., спустя год после основания, при помощи быстрых паромов Superfast I-I и Superfast II-I удалось сократить время следования из Греции в Италию на 40 % с достижением новых масштабов безопасности и комфорта, рассматривая суда прежде всего в качестве средств передвижения и отказываясь от излишних и нерентабельных участков (кинотеатр, магазины).
На открытую в 1998 г. линию Бари — Игуменица — Патры поставили новые суда Superfast III und Superfast IV. До 2001 г. было построено всего двенадцать судов для Superfast Ferries. В 2004 г. компания Superfast Ferries в ходе проверки паромного сообщения в восточном Средиземноморье получила от ADAC оценку «отлично».
В 2008 г. было приобретено два незавершённых судна RoPax от итальянской компании Grandi Navi Veloci. Они были построены на итальянской верфи Nuovi Canterie Apuani и носили имена SUPERFAST I и SUPERFAST II. Новый SUPERFAST I был передан 6 октября 2008 г. и уже 13 октября 2008 г. совершил свой первый рейс. С тех пор он эксплуатируется на линии Бари — Игуменица — Патры. Новый SUPERFAST II был принят в эксплуатацию 6 октября 2009 г. и обслуживает ту же линию, что и судно-близнец.
На ежедневной линии между Анконой и Бари (Италия) и Патрами и Игуменицей (Греция) курсируют все 5 ультрасовременных пассажирских автомобильных паромов.
С марта 2009 года введена новая ежедневная линия между Пиреем и Ираклионом (Крит).

## Флот компании
- Superfast I (2008) (II)[2]
- Superfast II (2009) (II)[2]
- Superfast VI (2001)
- Superfast XI (2002)
- Superfast XII (2002)

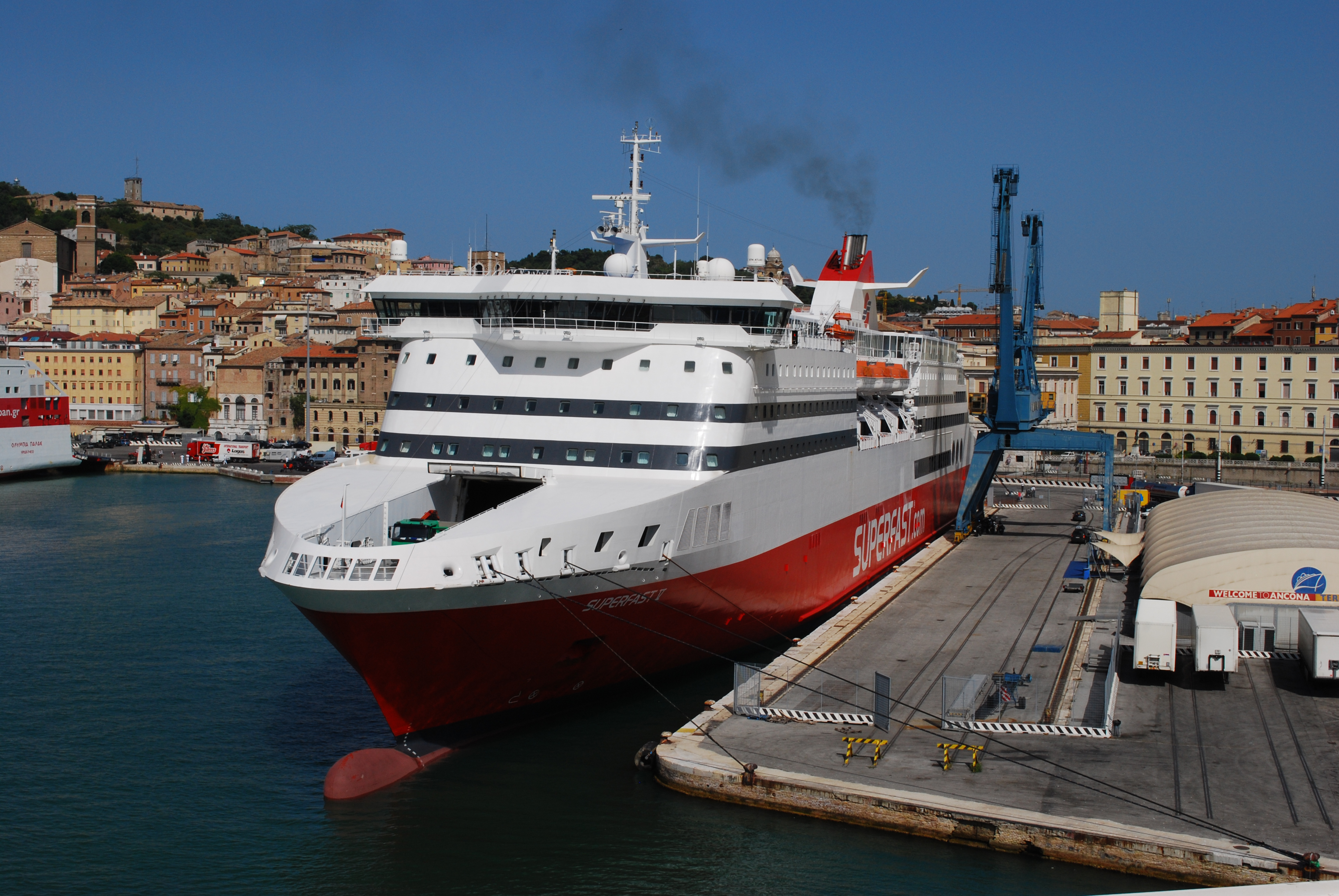
Superfast V

С 1 июня 2011 г. Superfast Ferries сотрудничает с ANEK Lines, первоначально сроком на 3 года, на линиях Анкона — Игуменица — Патры и Пирей — Ираклион с целью улучшения загруженности паромов.